# Chasse au cerf à Aranjuez
Chasse au cerf à Aranjuez est une peinture à l'huile sur toile (peinture) réalisée par Juan Bautista Martínez del Mazo,  vers 1640. L'œuvre montre la cour de Philippe IV chassant le cerf dans les environs du palais d'Aranjuez. Elle est conservée au Musée du Prado à Madrid.

## Historique
En 1666, le tableau figure dans l'inventaire du Alcazar royal de Madrid. Élisabeth Farnèse l'a transporté au Palais royal du Pardo où il a été inventorié en 1714. Il a ensuite été restitué à l'Alcazar où il se trouvait avant l'incendie de 1734. Pendant la guerre d'indépendance espagnole, Joseph Bonaparte l'a retiré du Palais du Pardo et l'a emporté avec lui en France. Après la ruine du roi d'Espagne renversé, il a été vendu à Lord Ashburton. De là, il est passé dans des collections allemandes, comme celle de Sedelmayer, et hongroises, comme celle de Marcel de Nemes.
Le Musée du Prado a acheté le tableau au collectionneur allemand A. S. Drey de Munich en 1934. Il a été acheté grâce aux fonds du legs du Comte de Carthagène.
Au XVIIe siècle à Aranjuez, au sud de Madrid, de grandes chasses au cerf étaient organisées en mai, auxquelles participaient le roi et les nobles. Les animaux étaient conduits dans une allée étroite pour être abattus en présence de la reine et de ses dames. 

## Description
C'est une scène de cour représentant le divertissement des nobles du XVIIe siècle. Sur la scène se trouvent la reine Élisabeth de France, ses dames et trois religieuses. En bas, dans le champ, se trouvent le roi, son frère le cardinal Ferdinand d'Autriche et les serviteurs. Parmi ceux-ci, un nain noir se distingue. L'un des chiens de chasse a été identifié avec l'un de ceux qui accompagnent le Prince Balthazar-Charles dans le tableau de Vélasquez Le Prince Balthazar Carlos chasseur.  L'empreinte de Vélasquez, beau-père et professeur de Mazo, est indéniable.